# حسین احمدی روحانی
حسین احمدی روحانی با نام مستعار کمال و معروف به شیخ حسین (متولد ۱۳۲۰ در مشهد – مرگ ۱۳۶۳ تهران) از اعضای جداشده سازمان مجاهدین خلق بود که در تأسیس سازمان پیکار دخیل بود. او در سال ۱۳۶۰ دستگیر و در سال ۱۳۶۳ اعدام شد.

## تواب شدن
پس از دستگیری، در جریان تواب‌سازی که اسدالله لاجوردی در میان زندانیان سازمان‌های چپ‌گرا به اجرا گذارده بود، تواب گردید و به نوحه‌خوان زندان اوین تبدیل شد. وی عامل شناسایی و دستگیری بسیاری از اعضای سازمان پیکار بود
مصطفی تاج‌زاده، از اعضای سازمان مجاهدین انقلاب اسلامی در گفت‌وگویی با حسین دهباشی می‌گوید که با توجه به تغییر موضع حسین روحانی، آیت‌الله خمینی تأیید می‌کند که حکم اعدام او به حبس ابد تغییر کند. اما لاجوردی تا پیش از آنکه حکم ثبت شود و دیگر نتوان آن را تغییر داد، کمتر از ۴۸ ساعت حسین احمدی روحانی را اعدام می‌کند.